# 唐尧东
唐尧东（1962年2月8日—），足球教练，曾经是中国国家队球员。

## 球员生涯
唐尧东的职业球员生涯在辽宁队开始，并从1985年入选中国国家队。1992年，他在日本大冢制药短暂效力了一个赛季，然后又回到辽宁队，并在1995年结束自己的球员生涯。

## 教练生涯
1996年，唐尧东开始担任辽宁青年队主教练，并在2001年率领球队获得乙级联赛亚军。辽宁青年队以葫芦岛宏运的名义参加2002赛季的甲B联赛，而唐尧东则继续担任球队主教练。2003年，中国足协要求葫芦岛宏运和辽宁队剥离，结果球队被转卖给南京有有，唐尧东只能赋闲在家。
2005赛季，唐尧东复出担任辽宁队助理教练，辅助主教练王洪礼。但新赛季辽宁队的表现不佳，7月3日，辽宁队主场1比1战平上海中邦的比赛后，辽宁队新任董事长赵本山宣布和王洪礼解约，由唐尧东接任球队主教练。辽宁队在唐尧东接手后成绩一直稳定在联赛中游水平。虽然2006年5月10日辽宁队主场1比1被西安国际逼平后唐尧东一度提出辞职，但在俱乐部和球员的挽留下他决定继续担任球队主教练。辽宁队在2006赛季和2007赛季分别排名联赛的第十二名和第九名，唐尧东成为职业联赛以来连续执教辽宁队时间最长的一位主教练。(2011年赛季后，马林取代唐尧东成为职业联赛以来连续执教辽宁队时间最长的一位主教练)但由于辽宁队大股东有意聘请外籍教练执教，于是在2007年12月30日宣布不再与唐尧东续约。
唐尧东很快接到另一支中超球队河南建业主教练贾秀全的邀请并和在2008年1月7日和建业队达成一致，开始担任球队助理教练，但6月15日，贾秀全辞去主教练职务，唐尧东也跟随他离开了俱乐部。在葡萄牙籍主教练卡西米罗入住河南建业后，建业队又邀请唐尧东回归担任球队的中方教练组组长，帮助卡西米罗熟悉球队情况。但在卡西米罗带领下，河南建业队的表现却不如人意，9月15日，在河南队遭受三连败后，俱乐部宣布卡斯米罗下课，由唐尧东担任球队主教练。
2009赛季，唐尧东继续担任建业队主教练。河南队在他的带领下表现出色，直到联赛最后一轮都保持获得联赛冠军的希望，虽然最后功亏一篑，但仍然获得联赛第三名的俱乐部历史最好成绩，河南建业历史上首次得到亚洲冠军联赛的参赛资格。由于唐尧东出色的执教能力，他被授予了2009赛季最佳教练员的称号。
唐尧东率领的河南建业在2010赛季只获得联赛第八名，赛季结束后不再继续执教河南队。2011赛季初，河南队教鞭由韩国人金鹤范接手，但他在赛季初的8场比赛里战绩不佳，未取得一场胜利，很快被俱乐部解职。在由赵伟短暂地出任过渡主帅后，2011年7月1日，河南建业官方宣布唐尧东回归球队出任中方教练组组长辅佐刚刚成为球队主教练的荷兰人邦弗雷雷。
2012年4月19日，中国足球甲级联赛球队重庆力帆宣布唐尧东正式成为球队的新任主教练，代替5天前因成绩不佳下课的苏格兰教练洛瑞。11月30日，刚刚降级至中甲联赛的河南建业宣布唐尧东再次出任球队主教练。
2015年12月，深圳足球俱乐部在深圳体育场新闻发布厅召开新闻发布会，宣布唐尧东担任主教练。2016年7月，深圳足球俱乐部官方宣布因球队联赛上半程成绩未达到预期目标，唐尧东不再担任球队主教练一职。
2017年3月30日，志在冲超的中甲俱乐部武汉卓尔宣布唐尧东出任俱乐部主教练。然而仅仅3个月后，由于战绩不佳，唐尧东主动辞职。

## 荣誉

### 球员
- 俱乐部
  - 辽宁队
  - 中国足球甲A联赛冠军：1985，1987，1988，1990，1991
  - 中国足协杯冠军：1984，1986
  - 亚洲俱乐部锦标赛冠军：1989
  - 亚洲俱乐部锦标赛亚军：1990

### 教练
- 辽宁青年队
  - 中国足球乙级联赛亚军：2001
- 河南建业
  - 中国足球超级联赛季军：2009
- 个人
  - 中国足球超级联赛最佳教练：2009